# Кампомилија (Месина)
Кампомилија је насеље у Италији у округу Месина, региону Сицилија.
Према процени из 2011. у насељу је живело 58 становника. Насеље се налази на надморској висини од 727 м.